# Schloss Syrgenstein
Schloss Syrgenstein – auch Sürgenstein  genannt – ist die einzige erhaltene Schlossburg im Landkreis Lindau (Bodensee). Sie liegt am nördlichen Rand des Gemeindegebietes von Heimenkirch (Landkarte) und steht auf einem Nagelfluhfelsen über dem linken Ufer der Oberen Argen gegenüber von Eglofs. Schloss Syrgenstein gehört kommunal zu Heimenkirch, postalisch zu Argenbühl und (katholisch) kirchlich zu Maria-Thann.

## Geschichte

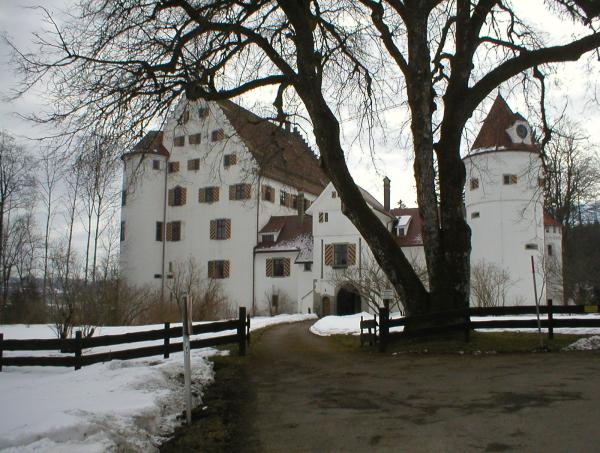
Schloss Syrgenstein

Die Vorgängerburg wird 1265 in einem Dokument erstmals erwähnt. Zur Herkunft der dem niederen Ritteradel angehörenden Sürgen gibt es unterschiedliche Deutungen. Sie machten jedenfalls als Feldherren und Erbmarschälle, als kaiserliche Küchenmeister und Weihbischöfe von sich reden und waren Mitglied der Ritterschaft des Georgenschildes. Zeitweise besaßen sie auch die Burgen Ratzenried, Amtzell und Achberg.
Der – unter anderem durch seine Heirat mit Ursula Humpis – wohlhabende Veit Sürg kaufte den unter seinen Vorfahren verlorengegangenen Besitz Syrgenstein mit Burgstall in den Jahren um 1480 bis 1490 zurück und erbaute das heutige Schloss. Die Sürgen wurden später durch Kaiser Ferdinand III. in den Reichsfreiherrenstand erhoben.
Der Neubau der Kirche in Heimenkirch brachte Schloss Syrgenstein 1841 ernsthaft in Gefahr. Die Heimenkirchner erwogen bei ihrer Suche nach günstigem Baumaterial, das damals zum Verkauf stehende Schloss zu kaufen und als Steinbruch zu verwenden. Die Kosten für die Abbrucharbeiten und den Transport der Steine vereitelten glücklicherweise das Vorhaben.
Ältere Fotos zeigen das Schloss von dichtem Wald umgeben. Seither  wurde die unmittelbare Schlossumgebung abgeholzt, so dass die Anlage nun besser zu erkennen ist.
Das Schloss ist heute im Besitz der schwäbischen Familie Waldburg-Zeil-Hohenems und nicht öffentlich zugänglich.

## Schlossbesitzer
Veit Sürg und Nachfahren
- Veit Sürg erwarb 1482 den Burgstall Syrgenstein mit umliegendem Besitz von Hans Müller zu Eglofs.[6] Nach anderer Quelle[1] legte man im Juni 1491 den Grundstein. Aus verschiedenen Dokumenten geht allerdings hervor, dass bereits 1483 ein Schloss Syrgenstein bestand. Dieser Neubau brannte höchstwahrscheinlich ab, denn nach einem weiteren Beleg[7] ließ Veit Sürg das Schloss 1496  wieder aufbauen.
  - Sohn Hans Ulrich (erwähnt zwischen 1511 und 1551) baute das Schloss weiter aus; aus dieser Zeit datiert der Ausbau der Obergeschosse mit dem Bibliothekszimmer.[8]
    - Dessen Sohn Veit (erwähnt zwischen 1558 und 1578) fiel in den Niederlanden.
    - Dessen älterer Bruder Hans, der bereits die Herrschaft Achberg besaß, war dann Inhaber des Schlosses.
      - Der Besitz ging dann auf dessen Enkel Hans Georg und Johann Joachim über, den Nachkommen seines Sohnes Hans Ulrich (erwähnt zwischen 1595 und 1618).
        - Johann Joseph (Sohn des Johann Joachim) starb kinderlos.
          - Sein Schwager Johann Christoph Rupert (1697–1766) übernahm, starb aber ohne männlichen Erben.[6] Aus seiner Zeit stammen bedeutende Teile der heutigen Innenausstattung.[3]

Syrgenstein zu Altenberg
- Schloss Syrgenstein kam unter Johann Gotthard an die Linie Syrgenstein zu Altenberg (auf Schloss Altenberg bei Syrgenstein im Landkreis Dillingen an der Donau).
  - Er übergab 1766 den Besitz an seinen Sohn Johann Germann.
    - 1795 an dessen Sohn Johann Marquard (1768–1812),[9] der auch als Dichter regional bekannt war.[10]
      - Johann Marquards einzige Tochter Caroline musste 1824 nach dem Tod des Vaters Syrgenstein wegen einer hypothekarisch gesicherten Forderung aus der Verwandtschaft aufgeben.[6]

verschiedene Besitzer
- Der königliche Salzfaktor Josef Schmied (oder Schmid) aus Simmerberg und Rudolf Lingg von Hergensweiler erhielten in der Zwangsversteigerung den Zuschlag. 1830 kaufte Schmied Linggs Anteil und wurde Alleinbesitzer.
  - Nach seinem Tod 1840 versuchte seine Witwe Josefa, das Anwesen zu veräußern. 1841 scheiterten Verkaufsverhandlungen mit der Gemeinde Heimenkirch; zum Glück, kann man heute sagen, denn die Gemeinde beabsichtigte, das Schloss abzureißen und das Material für den Neubau der Kirche zu verwenden.[1] Schließlich ging das Schloss 1844 (oder 1845) an Andreas Sporer (oder Sperer) aus Ravensburg.
    - Sporer veräußerte es 1849 an August von Clermont
      - Über eine Zwangsversteigerung kam das Anwesen 1853 an die Hauptgläubigerin Margarete Sinz.
        - Von ihr erwarb 1854 Philip August Freiherr von Künsberg aus Regensburg das Schloss.
          - Nachfolger als Schlossbesitzer wurde 1858 für 24 Jahre der Ire (oder Engländer) James Whittle, der mit einem neuen Fundament das Senken des östlichen Turms verhinderte. Aus seiner Zeit stammt auch der sogenannte Englische Friedhof in der Nähe des Schlosses.[6]

Waldburg-Syrgenstein
- Sophie Gräfin von Waldburg–Zeil-Wurzach (1857–1924) kaufte 1882 Whittle das Anwesen ab und heiratete im selben Jahr ihren 16 Jahre älteren Vetter Karl Graf von Waldburg-Zeil (1841–1890), dem der bayerische König 1885 die Namensvereinigung von Waldburg-Syrgenstein gestattete.
- Nach Karls Tod heiratete die Witwe 1891 den k.u.k. diplomatischen Agenten und Generalkonsul in Ägypten von Heidler–Egeregg, der im Dezember 1891 in den Freiherrenstand erhoben wurde. 1897 gestattete man ihm die Namensvereinigung mit Syrgenstein, worauf er sich Heidler von Egeregg und Syrgenstein nannte. Beide Ehen Sophies blieben kinderlos.

Waldburg-Zeil-Hohenems
- 1913 kaufte Georg Graf[11] Waldburg-Zeil (aus der österreichischen Linie Waldburg-Zeil-Hohenems) den Besitz von seiner Tante Sophie.
  - Nach dessen Tod 1955 ging das Schloss auf dessen Sohn Josef Waldburg–Zeil über, in dessen Familienbesitz es sich bis heute befindet.[6]

## Beschreibung
Im Inneren sind zwei Räume hervorzuheben: das sogenannte Bibliothekszimmer mit Holzvertäfelung und Intarsienarbeiten von 1539, das als „das einzige Beispiel einer guten Raumgestaltung in deutscher Frührenaissance“ im Landkreis Lindau gilt, sowie der Rokoko-Salon (1739) „mit dem schönsten Stuck im ganzen Landkreis“ und dem Deckenbild Die Königin von Saba vor Salomon (1739) von Franz Joseph Spiegler.  Auch das Deckenbild des Treppenhauses gilt dem weisen König Israels: Anton Anselmus Hege malte 1741 Das Urteil Salomons. Den Gesamteindruck des Treppenhauses bestimmen aber vor allem die spätbarocke Stiege mit dem kräftigen hölzernen Geländer und die zahlreichen Ölportraits an den Wänden.
Veit Sürg, der Bauherr des wehrhaften Schlosses, zeigte die Verbundenheit mit seinem Namenspatron durch die Grundsteinlegung am 14. Juni 1491, dem Vorabend des Gedenktags des Hl. Veit, und durch die Wahl des Patroziniums der Schlosskapelle St. Vitus. Die spätgotische Kapelle mit Kreuzgratgewölben befindet sich im ersten Stockwerk, ihr Chörchen ist in den Nordostturm eingebaut. Der Schlussstein seines Sternengewölbes ist mit dem Syrgensteinwappen verziert. Zur Ausstattung zählen unter anderem eine kleine frühbarocke Figur des Kapellenpatrons im Kessel, ein zweiflügeliger Altar (links und rechts an den Tabernakel ist jeweils ein querformatiges Tafelbild mit je drei Heiligen angesetzt) und eine hochgotische Muttergottes.